# Leucilla echina
Leucilla echina är en svampdjursart som först beskrevs av Ernst Haeckel 1870.  Leucilla echina ingår i släktet Leucilla och familjen Amphoriscidae. Inga underarter finns listade i Catalogue of Life.